# Денкоу
40°19′42″ пн. ш. 107°00′06″ сх. д. / 40.32833° пн. ш. 107.00164° сх. д.
Денкоу (кит. 磴口县, пін. Dèngkŏu Xiàn) — один із повітів КНР у складі префектури Баяннур, Внутрішня Монголія. Адміністративний центр — містечко Баян-Гол.

## Географія
Денкоу лежить на висоті близько 1050 метрів над рівнем моря у пустелі Гобі. Південно-східним кордоном повіту слугує річка Хуанхе.

### Клімат
Повіт знаходиться у зоні, котра характеризується кліматом пустель помірного поясу. Найтепліший місяць — липень із середньою температурою 24,7 °C. Найхолодніший місяць — січень, із середньою температурою -9,2 °С.
| Клімат повіту Денкоу    | Клімат повіту Денкоу | Клімат повіту Денкоу | Клімат повіту Денкоу | Клімат повіту Денкоу | Клімат повіту Денкоу | Клімат повіту Денкоу | Клімат повіту Денкоу | Клімат повіту Денкоу | Клімат повіту Денкоу | Клімат повіту Денкоу | Клімат повіту Денкоу | Клімат повіту Денкоу | Клімат повіту Денкоу |
| Показник                | Січ.                 | Лют.                 | Бер.                 | Квіт.                | Трав.                | Черв.                | Лип.                 | Серп.                | Вер.                 | Жовт.                | Лист.                | Груд.                | Рік                  |
| Середній максимум, °C   | −2,3                 | 2,6                  | 9,7                  | 18,4                 | 25,1                 | 29,4                 | 31,1                 | 28,9                 | 24,1                 | 16,5                 | 6,7                  | −0,7                 | 15,8                 |
| Середня температура, °C | −9,2                 | −4,9                 | 2,1                  | 10,8                 | 18                   | 22,8                 | 24,7                 | 22,4                 | 16,9                 | 9                    | −0,1                 | −7,1                 | 8,8                  |
| Середній мінімум, °C    | −14,4                | −10,7                | −4,2                 | 3,5                  | 10,5                 | 15,6                 | 18,3                 | 16,3                 | 10,6                 | 3,3                  | −4,9                 | −11,7                | 2,7                  |
| Норма опадів, мм        | 0.5                  | 1                    | 3.4                  | 5.2                  | 14.5                 | 24.5                 | 26                   | 38.6                 | 21.5                 | 6                    | 1.4                  | 0.8                  | 143.4                |
| Вологість повітря, %    | 53                   | 46                   | 40                   | 33                   | 35                   | 42                   | 51                   | 56                   | 54                   | 50                   | 51                   | 52                   | 46.9                 |
| ----------------------- | -------------------- | -------------------- | -------------------- | -------------------- | -------------------- | -------------------- | -------------------- | -------------------- | -------------------- | -------------------- | -------------------- | -------------------- | -------------------- |
| Джерело: data.cma.cn    |                      |                      |                      |                      |                      |                      |                      |                      |                      |                      |                      |                      |                      |